# كارولين سوجيان
كارولين سوجيان هي لاعبة كرة قدم فلسطينية محترفة تلعب دور البطولة في النادي العربي الأرثوذكسي الفلسطيني ومنتخب فلسطين لكرة القدم للسيدات.

## روابط خارجية
- كارولين سوجيان على موقع Soccerway.com (الإنجليزية)